# Bjerrum (Sydslesvig)
Bjerrum (dansk), Bargum (dansk og tysk) eller Beergem (nordfrisisk) er en landsby og kommune beliggende syd for Læk på grænsen mellem marsk og gest. Administrativt hører kommunen under Nordfrislands kreds i den nordtyske delstat Slesvig-Holsten. Kommunen samarbejder på administrativt plan med andre kommuner i omegnen i kommunefællesskab Midterste Nordfrisland (Amt Mittleres Nordfriesland). Bjerrum er sogneby i Bjerrum Sogn. Sognet lå i Nørre Gøs Herred (Bredsted Amt, Sønderjylland), da området tilhørte Danmark.

## Geografi
Øster Bjerrum er en spredt bebyggelse på den sandede gest, mens Vester Bjerrum er beliggende som klyngeby i marsklandet. Med under Øster Bjerrum hører også Bjerrumhede og Sønder Bjerrum. Landsbyens kirke er beliggende på en forhøjning ved Vester Bjerrum. Vest for Bjerrum Bjerg ligger kogerne Bjerrumkog og Langhorn Kog. Ved diget findes der to digesøer (kolk eller hvel), som opstod under stormfloder. Kommunen er landbrugspræget, og der ligger flere landbrugsbedrifter i nærområdet.
Kommunen består af Øster og Vester Bjerrum (Bargum), Bjerge (Barg), Bjerrumhede (Bargum Heide), Bøl (Bohle), Soholmbro (tysk Soholmbrück og nordfrisisk Såhulmbru) og Svinevad (Schwienewad). På kogens mellemdiger ligger nogle huse, der kaldes Bjerrumdige. Grænsen til Enge-Sande og Enge Sogn i nord dannes gennem Soholm Å.

## Historie
Bjerrum er første gang nævnt 1379. Stednavnet henføres som dativ pluralis til glda. biargh for bjerg, af beliggenheden ved en højdestrækning.

## Kirken
Kirken er en tårnløs bygning. Den har to smalle sidegange, men ingen gang i midten. Orgel og klokke mangler. I 1846 blev alter og prædikestol malet og nye vinduer blev indsat. Det er ukendt, hvornår kirken er blevet bygget., den var måske i begyndelsen kun et kapel. Kirken søges tidligere også af beboerne i Lilholm og Munkebøl, da de ellers havde dobbelt så lang vej til deres egne sognekirker i Breklum og Langhorn.

## Galleri
- Bjerrum Kirke med den med klokkestabel ved siden af kirken
- Hollændermølle i Øster Bjerrum